# تأکید (مخابرات)

منحنی متعادل‌سازی RIAA برای صفحه‌های ضبط وینیل

در پردازش سیگنال، پیش‌تأکید (به انگلیسی: pre-emphasis) فنّی برای محافظت در برابر نویز و تلفات مورد انتظار است. ایده این است که ازپیش محدوده فرکانسی را که بیشتر مستعد نویز و تلفات است، تقویت کنیم (و درنتیجه تغییرشکل دهیم)، به طوری که پس از یک فرایند پُرنویز و پُرتلف (انتقال از طریق کابل، ضبط نوار…) بتوان اطلاعات بیشتری را از آن محدوده فرکانس بازیابی کرد. حذف اعوجاج ناشی از پیش‌تاکید، واتأکید (به انگلیسی: de-emphasis) نامیده می‌شود، که باعث می‌شود خروجی به‌طور دقیق ورودی اصلی را بازتولید کند.
تأکید معمولاً در بسیاری از مکان‌ها از پخش FM (بهبود پیش‌تاکید) و ضبط‌های وینیل (مثلاً LP) تا پی‌سی‌آی اکس‌پرس استفاده می‌شود. برای مثال، اجزای سیگنال فرکانس بالا ممکن است برای تولید یک شاخص مدولاسیون برابرتر برای طیف فرکانس ارسالی، و بنابراین نسبت سیگنال به نویز بهتر برای کل محدوده فرکانس مورد تاکید قرار گیرند.

## در سیگنال‌های صوتی
در مخابرات، واتاکید مکمل پیش‌تاکید است، در سامانه پادنویز به نام تاکید است.
پیش‌تاکید با یک شبکه پیش‌تاکید که در اصل یک فیلتر کالیبره شده است به دست می‌آید. پاسخ فرکانسی توسط ثابت زمانی‌های خاص تعیین می‌شود. فرکانس قطع را می‌توان از روی آن مقدار محاسبه کرد.

### واتاکید
در پردازش سیگنال‌های صوتی الکترونیکی، پیش‌تاکید به فرایند سیستمی اطلاق می‌شود که برای افزایش (در یک باند فرکانسی) بزرگی برخی از فرکانس‌ها (معمولاً بالاتر) با توجه به بزرگی فرکانس‌های دیگر (معمولاً پایین‌تر) به منظور بهبود سراسری طراحی شده است. نسبت سیگنال به نویز با به حداقل رساندن اثرات نامطلوب پدیده‌هایی مانند اعوجاج تضعیف یا اشباع رسانه ضبط در بخش‌های بعدی سیستم. عملیات آینه‌ای را واتاکید می‌نامند و کل سیستم را تاکید می‌گویند.
ثابت‌های زمانی ویژه، منحنی پاسخ فرکانسی را دیکته می‌کنند، که از آن می‌توان فرکانس قطع را محاسبه کرد.

## در انتقال دیجیتال
در انتقال داده‌های سریال، تاکید برای بهبود کیفیت سیگنال در خروجی کانال مخابراتی استفاده می‌شود. در انتقال سیگنال‌ها با نرخ بالای داده‌ها، محیط انتقال ممکن است اعوجاج ایجاد کند، بنابراین تأکید برای اعوجاج سیگنال ارسالی برای تصحیح این اعوجاج استفاده می‌شود. هنگامی که این کار به درستی انجام شود، سیگنال دریافتی تولید می‌کند که بیشتر شبیه سیگنال اصلی یا مورد نظر است و امکان استفاده از نرخ داده بالاتر یا تولید خطاهای بیتی کمتری را فراهم می‌کند. اکثر کانال‌های دنیای واقعی تلف دارند که با فرکانس افزایش می‌یابد : 6 (در واقع یک فیلتر پایین‌گذر)، بنابراین تاکید بر وارون کردن این اثر (عملکرد به عنوان یک فیلتر بالاگذر) نیاز دارد. : 8 این امر تأکید را به شکلی متعادل‌سازی می‌کند که در سمت انتقال کانال انجام می‌شود.
تاکید را می‌توان با تقویت فرکانس‌های بالا (پیش‌تاکید، افزایش دامنه بیت‌های انتقال) یا کاهش فرکانس‌های پایین (واتأکید، کاهش دامنه بیت‌های ناگذرا) پیاده کرد. هر دو اثر خالص یکسانی در تولید پاسخ فرکانسی سیستم مسطح تر دارند. واتأکید معمولاً در مدارهای واقعی راحت تر است زیرا به جای تقویت فقط به تضعیف نیاز دارد. : 9 استانداردهای شناخته شده داده سریال مانند پی‌سی‌آی اکس‌پرس، ساتا و ساس به سیگنال‌های ارسالی برای استفاده از واتاکیدها نیاز دارند.
یکی از کاربردهای رایج تاکید در SERDES واقعی یک متعادل‌ساز پیش‌خورد ۳-انشعابی (FFE): به جای راه‌اندازی مستقیم پایه خروجی با ولتاژ خروجی مورد نظر، ولتاژ خروجی واقعی مجموع وزنی مقدار بیت مورد نظر (جانمای اصلی)، بیت قبلی (پس جانمای)، و بیت بعدی که باید ارسال شود (پیش جانما) است. : 10،24 ضریب جانما اصلی دامنه اسمی بیت را کنترل می‌کند و همیشه مثبت است (همان‌طور که یک ضریب منفی مقدار بیت را معکوس می‌کند). ضریب پیش جانما آی‌اس‌آی را در گیرنده حذف می‌کند که ناشی از بیت‌هایی است که هنوز وارد نشده‌اند (به عنوان مثال، تزویج‌سازی میدان‌ها سراسر پیچ و خم‌ها در یک مسیری با تطبیق-تاخیری) و معمولاً صفر یا مقدار منفی بسیار کوچکی است، زیرا این اغلب سهم عمده ای در کل آی‌اس‌آی ضریب پس جانمای، آی‌اس‌آی را در گیرنده ناشی از بیت قبلی حذف می‌کند و معمولاً یک مقدار منفی بزرگتر است، : 16 با کانال‌های پُرتلف که نیاز به مقدار انشعاب بزرگ‌تری دارند. تعداد انشعاب‌های بیشتری ممکن است، اما پیچیدگی مدار را افزایش می‌دهد و منجر به بازده کاهنده می‌شود : 14 بنابراین معمولاً استفاده نمی‌شوند.
اثرات تاکید بر یک سیگنال را می‌توان به وضوح در الگوی چشمی مشاهده کرد. در نمایش زیر، ما یک الگوی آزمایشی PRBS-31 با سرعت ۱۰٫۳۱۲۵ گیگابیت بر ثانیه با مدولاسیون ان‌آرزد را در نظر می‌گیریم که برای آزمایش اترنت ۱۰ گیگابیتی معمول است. کانال دارای اتلاف جایگذاری تقریباً ۲ دسی بل در هارمونیک اصلی، ۳ دسی بل در هارمونیک دوم و ۴ دسی بل در هارمونیک ۳ است. هدف دستیابی به یک پاسخ کانالی است که به‌خوبی-متعادل‌شده است که در آن چشمی بیشینه باز باشد بدون اینکه فراجهش زیاد شود. متعادل‌سازی بیش از حد می‌تواند لغزش را بدتر کند، فراجهش را افزایش دهد و منجر به باز شدن چشمی کمتری نسبت به سیگنالی که به درستی متعادل شده باشد.
|        | خط‌پایه | پیش جانمایی بیش از حد | بهینه‌سازی‌شده | پس جانما بیش از حد |
| ------ | ------ | --------------------- | ------------ | ------------------ |
|        |        |                       |              |                    |
| عرض    | بدترین | بهتر                  | بهترین       | بهتر               |
| ارتفاع | خوب    | بد                    | بهترین       | بد                 |
| لغزش   | بدترین | بهتر                  | بهترین       | بهتر               |